# Monochasma sheareri
Monochasma sheareri är en snyltrotsväxtart som först beskrevs av Spencer Le Marchant Moore, och fick sitt nu gällande namn av Carl Maximowicz, Adrien René Franchet och Sav.. Monochasma sheareri ingår i släktet Monochasma och familjen snyltrotsväxter. Inga underarter finns listade i Catalogue of Life.